# Autovía
Une autovía est une voie de circulation similaire à l'autoroute en Espagne mais à usage gratuit (contrairement à l'autopista). C'est l'appellation type de la voie rapide sur le réseau routier espagnol. Le préfixe utilisé est en principe la lettre « A » quand elle est à usage national ou régional mais cela peut être une autre lettre quand l'usage est plus local comme Z-40 pour le contournement de Saragosse.

## Voir également
- Liste des autoroutes d'Espagne
- Liste des autoroutes autonomes espagnoles
- Liste des autoroutes interurbaines gratuites espagnoles
- Liste des autoroutes interurbaines payantes espagnoles
- Liste des autoroutes urbaines espagnoles